# Ullevaal Stadion
L'Ullevaal Stadion è uno stadio situato a Oslo, in Norvegia.
È l'impianto che viene abitualmente utilizzato dalla Nazionale maggiore norvegese per le partite casalinghe. A livello di club, dal 1999 al 2017 questo stadio ospitò le partite casalinghe del Vålerenga. Per più di 80 anni ospitò le partite casalinghe del Lyn fino a quando, al termine della stagione 2009, la squadra si trasferì al Bislett Stadion.
L'impianto è di proprietà della federcalcio norvegese dal marzo 2007.